# Diplotaxis robertmarki
Diplotaxis robertmarki är en skalbaggsart som beskrevs av Davidson 2006. Diplotaxis robertmarki ingår i släktet Diplotaxis och familjen Melolonthidae. Inga underarter finns listade i Catalogue of Life.